# Syndikát
Syndikát je forma sdružení podniků, které mají vlastní výrobní, ale ne obchodní samostatnost. Slovo pochází z francouzského syndicat (odborová organizace, odborový svaz, odbory či sdružení). Výraz je často chápán negativně (drogový syndikát apod.). Politický směr, který prosazuje syndikáty (odbory) do ekonomického a průmyslového systému, se nazývá syndikalismus.
Jako syndikát může být označeno také sdružení osob stejného povolání za účelem ochrany jejich zájmů. Za první Československé republiky působil Syndikát českých spisovatelů, po sametové revoluci např. Syndikát novinářů České republiky.